# Āb Chārū
Āb Chārū (persiska: Āb Chahrū, Rūstā-ye Shahīd Kāz̧emī, آب چارو, روستای شهید کاظمی) är en ort i Iran.   Den ligger i provinsen Khuzestan, i den centrala delen av landet, 400 km söder om huvudstaden Teheran. Āb Chārū ligger 773 meter över havet och antalet invånare är 278.
Terrängen runt Āb Chārū är huvudsakligen kuperad, men åt nordväst är den platt. Runt Āb Chārū är det ganska tätbefolkat, med 56 invånare per kvadratkilometer. Närmaste större samhälle är Shū Gol-e Ḩājjīvand, 6,8 km söder om Āb Chārū. Omgivningarna runt Āb Chārū är i huvudsak ett öppet busklandskap.